# Starý židovský hřbitov v Sušici
Starý židovský hřbitov v Sušici, založený v roce 1626, přiléhá k městským hradbám mezi říčkou Volšovkou a ulicí Příkopy jihozápadně od náměstí Svobody. Je chráněn jako kulturní památka České republiky.
Dochovalo se necelých 150 náhrobků, z nichž nejstarší pochází z roku 1703. (Jak se zjistilo při jeho detailní dokumentaci v roce 2014.) Poslední pohřeb se zde konal v roce 1875. V letech 1987–1988 proběhla laická rekonstrukce a některé náhrobky tak již nemají původní východní orientaci. Od roku 1876 byl využíván nový židovský hřbitov. V současnosti je nad vstupem kamenná luneta s menorou a informacemi o osudu židovských obyvatel města.
Hřbitov patří k majetku české Federace židovských obcí a jeho kovaná branka se zamyká.
Více najdete na portálu Kešet (Chewra). Nejvíce se vyskytují jména rodin Fürth, Hahn, Weil a Schwarzkopf a také rodina Kubie (Kubý) původem z Prahy.
Nádherné a kultivované epitafy, funerální plastika odpovídá pošumavským macejvám – květinový motiv, motiv hvězdy anebo tří hvězd, jediná levitská souprava a žádné kohenské požehnání. Hřbitov je po rekonstrukci v r. 2014 ve velice solidní kondici.
Ve městě se nachází také nový židovský hřbitov.

## Galerie

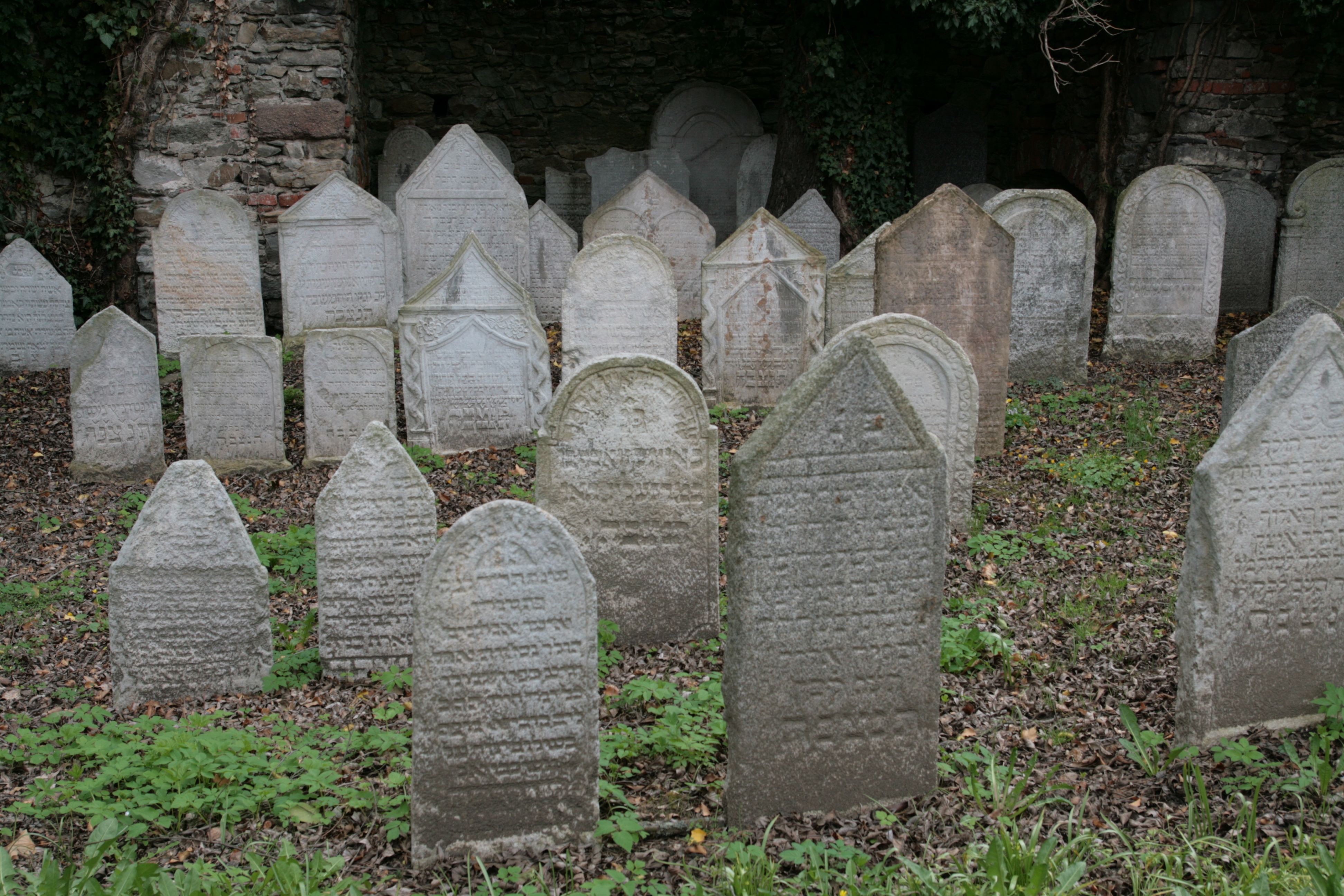
Náhrobní kameny
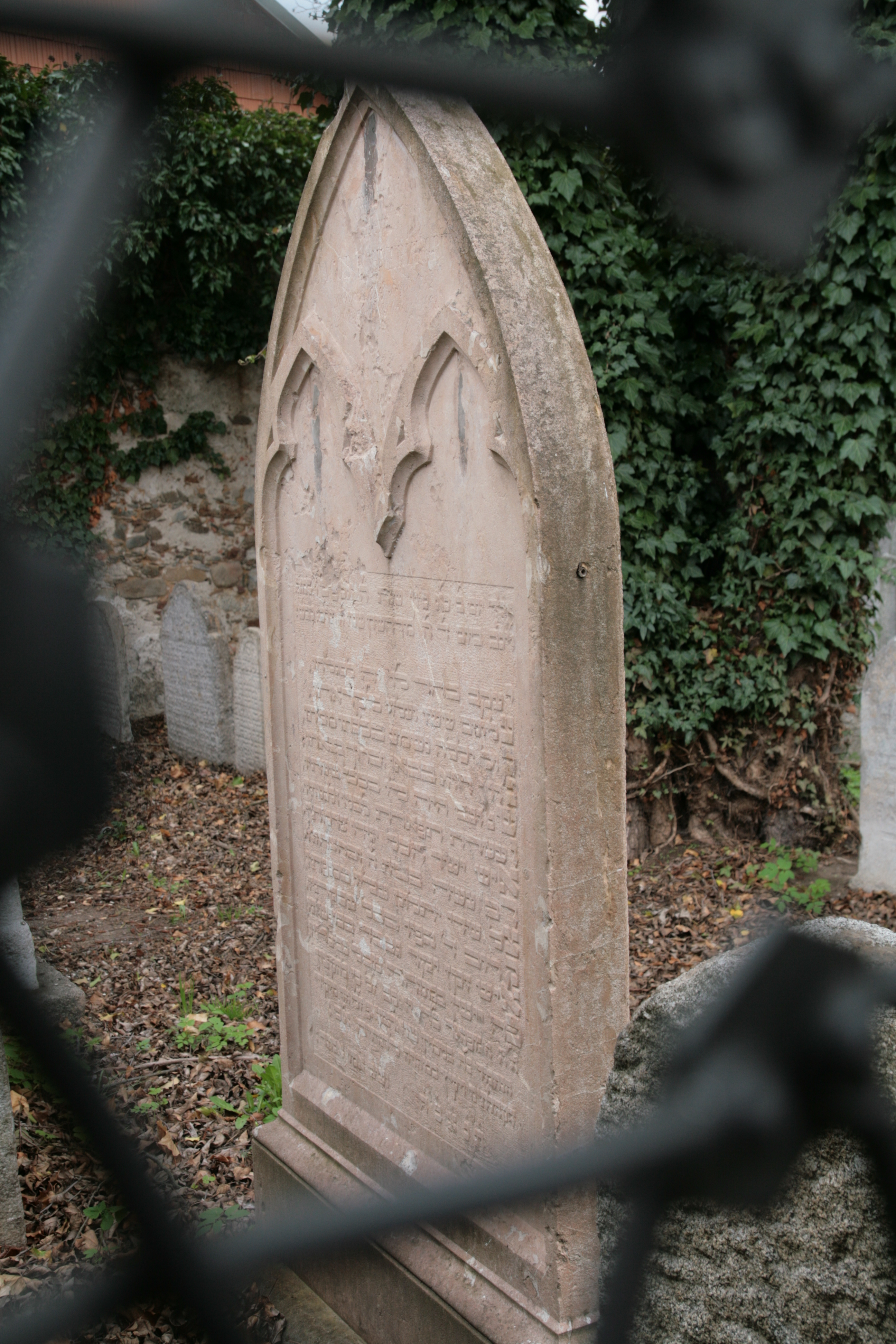
Detail náhrobku
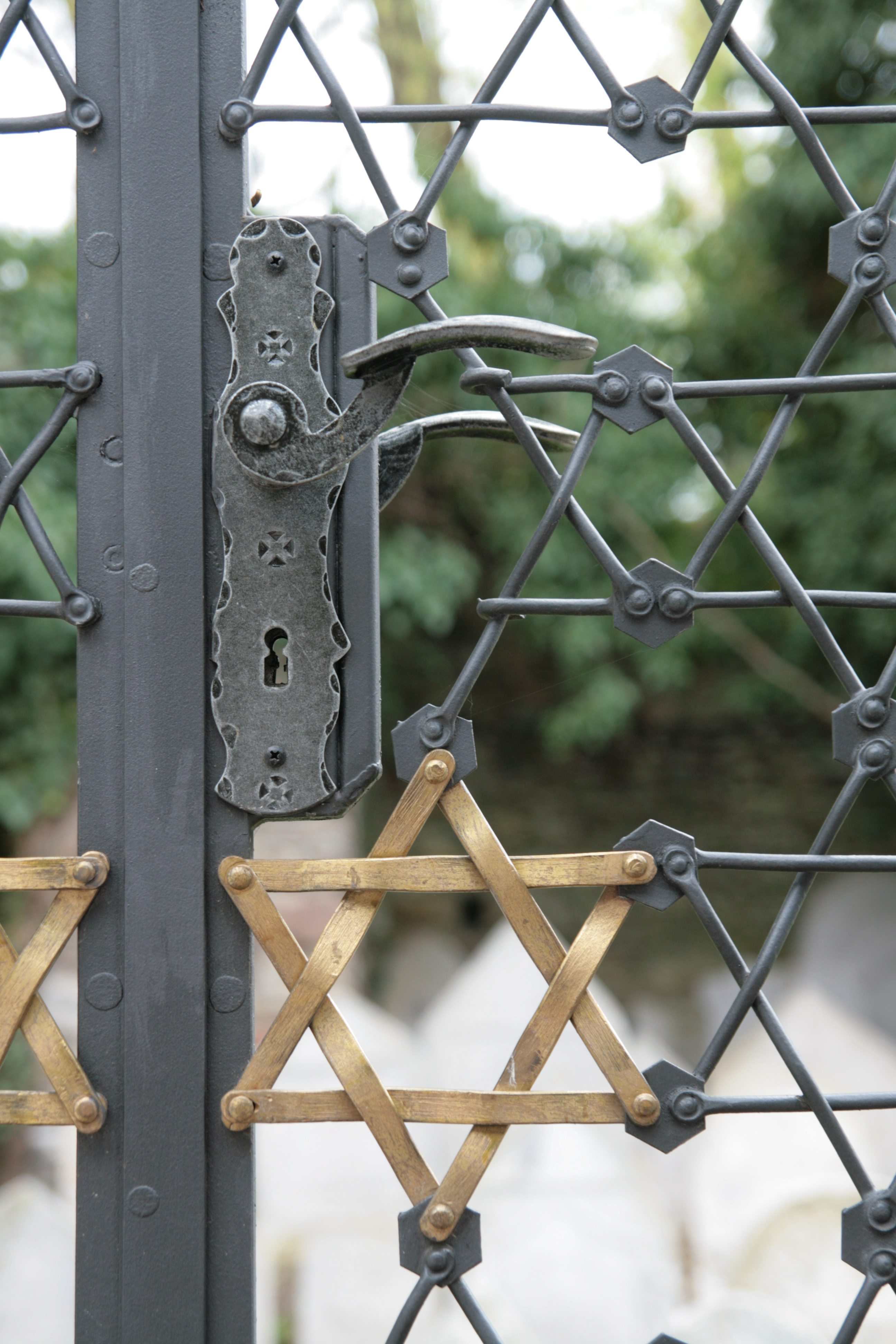
Davidova hvězda na vstupní bráně